# 福利黨

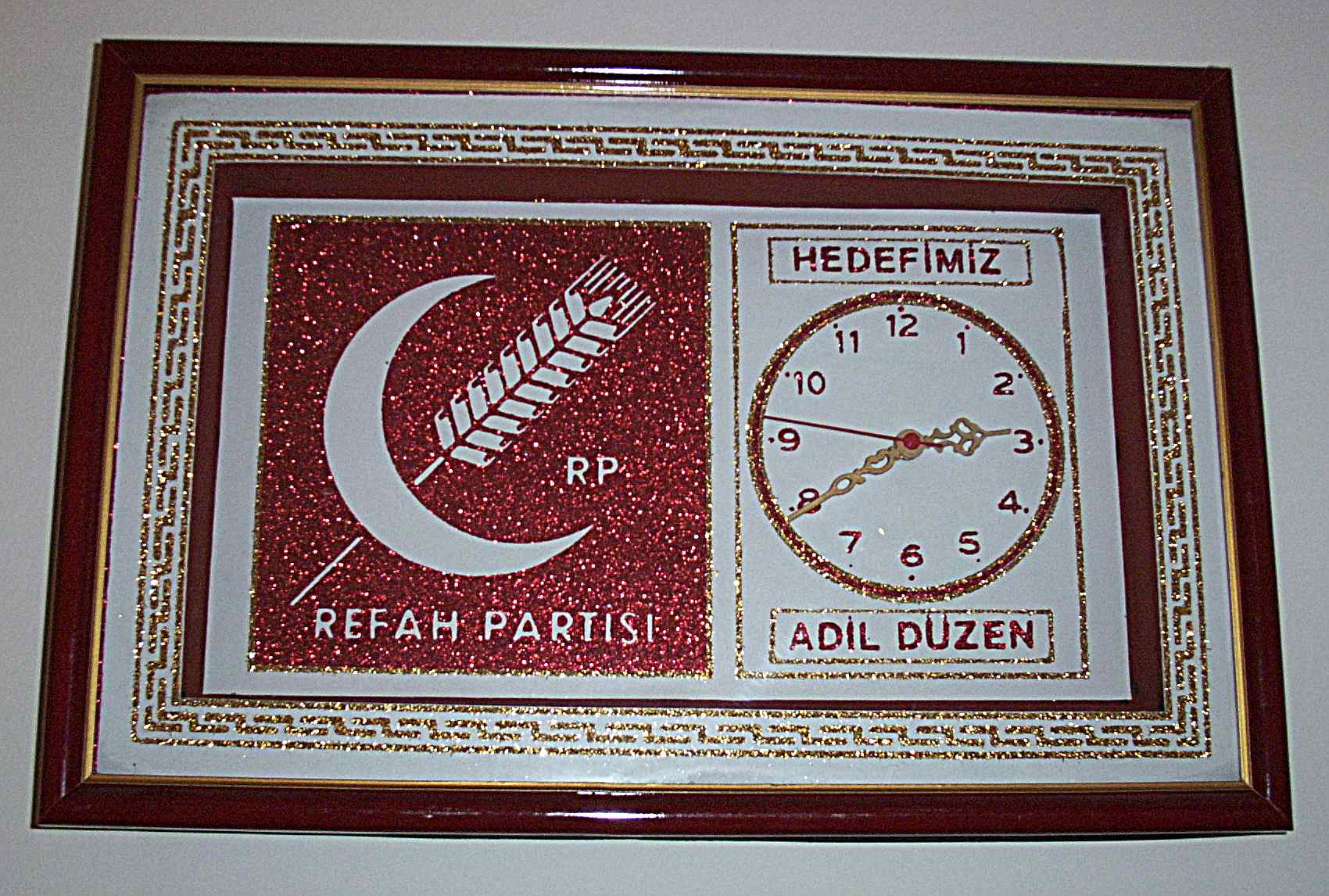
A clock displaying the emblem of the Welfare Party. The party slogan translates as "Justice is our goal."

福利黨（土耳其語：Refah Partisi，缩写为RP）是土耳其的一个伊斯蘭主義政黨。1983年7月19日，该党在安卡拉成立，用以取代過去的兩個政黨：全国秩序党、救国党，這兩個政黨因為政治因素而遭到禁止。其後福利黨便參與了設立後最近一次的市長選舉，並且成功在三個城市（科尼亞、桑尼烏法、凡城）中獲得勝利，他們在這次的選舉中獲得了將近5%的選票。該黨並在土耳其前總理吉梅丁·埃爾巴坎的帶領下於1996年時成為國會最大黨。以埃爾巴坎為首的聯合政府於1997年2月28日時遭到軍事政變，因為該政府違反了政教分離。
1998年，福利黨因為違反了土耳其憲法中的世俗主義，遭土耳其憲法法院宣告解散。這個解散的命令後來為歐洲人權法院於2003年2月13日判決維持。不過歐洲人權法院的判決卻受到人權觀察的批評，認為其判決缺乏一致，因為歐洲人權法院曾經在過去幾次的土耳其宣告政黨解散的案件中，判決土耳其政府違法。
現取而代之的正義與發展黨則是比較溫和的伊斯蘭政黨。

## 外部連結
- ECHR Third Section judgment (2001) （页面存档备份，存于）
- ECHR Grand Chamber judgment (2003) （页面存档备份，存于）